# Diarietou Keita
Diarietou Keita est une comédienne sénégalaise née à Kaolack au Sénégal. Elle est connue pour avoir joué des monologues importants mis en scène par Christophe Merle et des rôles de premier rang dans les créations de Dieudonné Niangouna.

## Biographie
Diarietou Keita est née à Kaolack, une commune de l'ouest du Sénégal.
Après une formation au conservatoire de Dakar, notamment auprès du pédagogue belge Philippe Laurent, elle crée avec ses camarades de classe la compagnie théâtrale Les 7 Kouss. La troupe se fait remarquer dans les festivals en Afrique avec le spectacle Les Indépendan-tristes, présenté notamment en 2001 au Palais de la culture d'Abidjan,.
En 2002, Diarietou Keita s'installe en France où elle travaille principalement avec la compagnie Les Voix du Caméléon. Elle y joue le spectacle Tombouctou 52 jours à dos de chameau et deux monologues : Fatma,, de Hamed Benguettaf, sur la fragilité de l’humanité et L'Echo du pas de l'homme,  une adaptation de Tombouctou, 52 jours à dos de chameau, mise en scène par Christophe Merle. Ces spectacles sont présentés au Bénin, au Burkina Faso, au Canada, en Côte d’Ivoire, en Espagne, en France, au Mali, au Maroc et au Togo,,,. 
Dieudonné Niangouna la distribue en 2012 dans le spectacle Shéda, qui fera partie de la programmation du festival d'Avignon In en 2013,. La collaboration avec le metteur en scène se poursuit avec les spectacles Antoine m'a vendu son destin/Sony chez les chiens,,en 2017, Portrait Désir en 2022.
Parallèlement, elle tient un des rôles principaux dans le spectacle Rhapsodie de Gael Octavia, mis en scène par Abdon Fortuné Koumbha en 2020. La pièce est notamment présentée au festival international des Francophonies à Limoges et au Théâtre de Macouria en Guyane,.
Elle tient le rôle principal de la pièce Dans la peau d'Hermione de Laeticia Ajanohun, mise en scène par Jean-François Auguste. Présentée en septembre 2020 au palais de la Porte-Dorée, qui abrite le musée national de l'Histoire de l'immigration, cette pièce de théâtre participative invite à réfléchir sur un racisme systémique en mettant en scène une Hermione Granger noire,.
En 2024, elle intervient dans la série radiophonique Une si longue lettre, d'après Mariama Bâ, réalisée par Tidiane Thiang.

## Carrière

### Théâtre
- 1995 : Molière notre Contemporain /  George Dandin de Molière, Mise en scène Philippe Laurent
- 1997 : Moments Privés et Visions de l'Avenue Ponty de Les 7 Koûss, Mise en scène Philippe Laurent
- 1998 : La Déclaration Universelle des droits de l'Homme  de Les 7 Koûss, Mise en scène Philippe Laurent
- 1998 : Tout bas... Si Bas de Koulsy Lamko, Mise en scène Paul Golub
- 1999 : Les Indépendants -Tristes de William Sassine, Mise en scène Philippe Laurent
- 2004 : Fatma de M'Hamed Benguettaf, Mise en scène Christophe Merle
- 2007 : Tombouctou 52 jours à dos de chameau de Ahmed Ghazali, Mise en scène Vincent Goethals
- 2009 : L'Echo du pas de l'Homme, adaptation de Tombouctou 52 jours à dos de chameau par Diarietou Keita, Mise en scène Christophe Merle
- 2013 : Shéda de Dieudonné Niangouna, Mise en Scène Dieudonné Niangouna
- 2017 : Antoine m'a Vendu son destin / Sony chez les chiens de Dieudonné Niangouna, Mise en scène Dieudonné Niangouna
- 2020 : Rhapsodie de Gaël Octavia, Mise en scène Abdon Fortuné Koumbha
- 2020 : Traques de Hakim Bah, Mise scène Cédric Brossard
- 2020 : Dans la Peau d'Hermione de Leaticia Ajanahun, Mise en scène Jean François Auguste
- 2021 : A Bout de Sueur de Hakim Bah, Mise en scène Hakim Bah, Diane Chavelet
- 2022 : Portrait Désir de Dieudonné Niangouna, Mise en scène Dieudonné Niangouna
- 2024 : Je suis blanc et je vous merde de Soeuf Elbadawi, mise en scène de Soeuf Elbadawi[23]

### Filmographie et radiophonie
- 1993 : Seet Bi, d'Awa Sène Sarr
- 1995 : La Collégienn, de Boubacar Ba
- 1997 : David, de Moussa Thiam
- 2000 : Sida, de Cheikh Omar Sissoko
- 2022 : Spectacle de Molière : MPC Creative, de Hugues Allart
- 2024 : Une si longue lettre, d'après Mariama Bâ, de Tidiane Thiang